# Панко
Панко (яп. パン粉) — традиционная японская панировочная смесь для жарки во фритюре, состоящая из крупной и воздушной сухарной крошки и, в зависимости от производителя, приправ и пряностей.
Название происходит от португальского «pão» (пан) — «хлеб», заимствованного японским языком напрямую, и японского «ко» — «порошок», «мука».
Традиционно панко производится из хлеба, лишённого корочек и выпекающегося путём пропускания через деревянные или пластиковые формы с тестом электрического тока. Получающиеся при этом буханки лишены плотных корок и быстро черствеют, после чего размалываются на особых, менее травмирующих мякиш мельницах. За счёт этого сама крошка оказывается более крупной, а её структура более насыщена воздушными пузырьками по сравнению с плотной крошкой европейского хлеба.
Приправа используется для жарки во фритюре роллов, овощей, мяса (например, короккэ или тонкацу) и морепродуктов. Панировочная смесь обычно бывает двух цветов: ярко-жёлтого (с добавлением пряностей, в том числе куркумы) и белого. Панко придаёт пышность продуктам и более красивый вид блюдам. Кроме того, лёгкая и воздушная текстура панировки позволяет легко стекать лишнему маслу, делая блюда менее жирными.
В состав входят следующие ингредиенты: пшеничная мука, дрожжи, сахар, соль, соевая мука.